# En armé av älskande
En armé av älskande är en svensk dokumentärfilm som hade premiär i Sverige 14 december 2018. Filmen är regisserad av Ingrid Ryberg som även stått för manus. Producent var Ruth Reid för produktionsbolaget Her AB.

## Handling
Filmen handlar om hur HBTQ-rörelsen växte fram på 1970-talet. 

## Medverkande[2]
- Sonja Rosenqvist
- Marie Falksten
- Håkan Hede